# Hortensius Rousselin de Corbeau de Saint-Albin
Hortensius Rousselin de Corbeau de Saint-Albin est un homme politique français né le 8 décembre 1805 à Sainte-Foy-lès-Lyon (Rhône) et décédé le 25 février 1878 au Chevain (Sarthe).

## Biographie
Hortensius Rousselin de Corbeau de Saint-Albin nait à Sainte-Foy-lès-Lyon, dans le département du Rhône, le 8 décembre 1805. Il est le fils ainé de Alexandre-Charles Rousselin Corbeau de Saint-Albin, fondateur du journal Le Constitutionnel. Après des études de droit, il devient avocat à Paris, puis magistrat, comme juge suppléant au tribunal civil de la Seine, le 22 février 1837. Il est nommé conseiller à la Cour d'Appel de Paris en 1848 et prend sa retraite le 20 juin 1876. Il est décoré de la Légion d'honneur, au grade de Chevalier, le 30 avril 1831, puis à celui d'Officier, le 11 août 1864. Il meurt le 25 février 1878, au château du Chevain.

## Carrière politique

### Mandat local
Il est conseiller général de la Sarthe de 1833 à 1874.

### Mandat national
Il est député de la Sarthe de 1837 à 1849, siégeant à gauche, dans l'opposition dynastique sous la Monarchie de Juillet, puis avec les républicains conservateurs sous la deuxième République. Élu la première fois le 22 février 1837, il a été réélu 4 fois, le 2 mars 1839, le 9 juillet 1842, le 1er août 1846, puis le 23 avril 1848. Durant ses mandats, il a fait plusieurs interventions, concernant la réforme électorale, le code d'instruction criminelle, les conditions d'avancement dans les fonctions publiques, et les fonds secrets. Après avoir pris sa retraite, il retenta sa chance lors d'élections législatives, sans succès, en février 1876, et octobre 1877.

## Œuvres
Hortensius Rousselin de Corbeau de Saint-Albin a été membre de la Société philotechnique et de l'Institut historique. Il a notamment écrit et publié :
- Obsèques du général Barras, le 1er février 1829 ;
- Tablettes d'un rimeur, en 1862
- À la mémoire de ma femme bien-aimée. Couronne d'amour et de deuil, en 1877
- Histoire de Sulkowski[4]
- Logique judiciaire et logique de la conscience[4], 1844
- Ode sur le voyage de Lafayette aux États-Unis[4], 1824

## En savoir plus